# Norrlands gymnasii-förbund
Norrlands gymnasii-förbund, NGF, var en samarbetsorganisation mellan gymnasieföreningar. Förbundet gav 1898–1928 ut tidskriften Norrskenet.
Medlemsföreningar i NGF var de tre äldsta gymnasieföreningarna:
- Gefle Gymnasii Förbund Verdandi (1862)
- Östersunds Gymnasiiförbund Lyran (1864)
- Härnösands Gymnasii-Förbund (HGF) (1866)

samt:
- Hudiksvalls gymnasii-förbund
- Luleå gymnasiiförbund
- Sundsvalls gymnasiiförbund
- Umeå gymnasieförening